# Fratelli celliti o alessiani di Aquisgrana
I Fratelli Celliti o Alessiani di Aquisgrana (in latino Congregatio Fratrum Cellitarum seu Alexianorum) sono un istituto religioso maschile di diritto pontificio: i membri di questa congregazione laicale pospongono al loro nome la sigla C.F.A.

## Storia
Originatisi dal movimento dei begardi, i celliti sorsero nelle Fiandre nel XIV secolo come compagnie di fratelli laici dediti alla cura degli appestati e alla sepoltura dei morti: Luigi di Borbone, vescovo di Liegi, nel 1462 approvò la comunità di Aquisgrana, di oscure origini, e nel 1469 presenziò al capitolo in cui la fraternità adottò la regola di sant'Agostino. Papa Sisto IV approvò i celliti di Aquisgrana come religiosi nel 1472.
Nel 1477 i fratelli abbandonarono il nome di "celliti" (riferito alle celle dei loro conventi) e presero quello di Alessiani (da sant'Alessio, titolare della chiesa del loro principale convento) e nei secoli successivi estesero la loro attività alla direzione degli ospedali, degli ospizi e dei manicomi. Duramente colpita dal periodo rivoluzionario (agli inizi del XVIII secolo rimase la sola casa di Aquisgrana), la congregazione ebbe nuovo impulso dal generalato di Clemens Wallrath (superiore dal 1860), che nel 1866 aprì la prima filiale negli Stati Uniti d'America (a Chicago).
L'istituto e le sue costituzioni vennero approvati da papa Pio IX il 12 settembre 1870.

## Attività e diffusione
I Fratelli Alessiani si dedicano alla direzione di ospedali e case di ricovero per malati, specialmente quelli affetti da disturbi mentali; gestiscono anche case di riposo per anziani e poveri; benché sorti con il fine di dare una sepoltura cristiana ai defunti, nel 1967 hanno abbandonato la direzione del cimitero cattolico di Manchester, l'ultimo gestito dall'istituto.
Sono presenti in Francia, Filippine, Germania, Irlanda, Regno Unito, Stati Uniti d'America e Ungheria; la sede generalizia è a Signal Mountain, in Tennessee.
Al 31 dicembre 2005, la congregazione contava 63 case e 87 religiosi, 3 dei quali sacerdoti.